# 林一材
林一材（1533年—1611年），原名林一雉，字以成，號玉吾，福建泉州府同安縣人，民籍，明朝政治人物。

## 生平
隆庆元年（1567年）福建鄉試第五十一名舉人。隆慶五年（1571年）中式辛未科會試第一百十二名，二甲第十名進士。刑部觀政，初官南京礼部祠祭司主事，萬曆二年（1574年）升郎中，丁父忧归。服阕，萬曆五年起补户部河南司郎中。萬曆九年（1581年）出为太平府知府，任内改革盐制，清查积案。萬曆十三年（1585年）六月升任浙江金衢道副使。萬曆十六年（1588年）三月陞雲南參政。十七年调簡，补山西冀宁道副使，二十二年，陞山西左参政，丁母忧归。家居十八年，卒。

## 家族
曾祖林從周；祖父林綱，號坦菴；父林湍，號濚川，母陳氏。具庆下。弟一杼、一桢。